# Phenasteron
Genre
Phenasteron est un genre d'araignées aranéomorphes de la famille des Zodariidae.

## Distribution
Les espèces de ce genre sont endémiques d'Australie. Elles se rencontrent en Australie-Occidentale, en Australie-Méridionale et au Victoria.

## Liste des espèces
Selon World Spider Catalog (version 17.5, 19/10/2016) :
- Phenasteron longiconductor Baehr & Jocqué, 2001
- Phenasteron machinosum Baehr & Jocqué, 2001

## Publication originale
- Baehr & Jocqué, 2001 : Revisions of genera in the Asteron-complex (Araneae: Zodariidae): new genera Pentasteron, Phenasteron, Leptasteron and Subasteron. Memoir of the Queensland Museum, vol. 46, no 2, p. 359-385 (texte intégral).